# تحصیل کولاچی
تحصیل کولاچی (به انگلیسی: Kulachi Tehsil) یک تحصیل در پاکستان است که در خیبر پختونخوا واقع شده‌است.